# Stavrum
Stavrum är ett äldre mått på mängd ved. Det har särskilt använts inom bergshanteringen, t.ex. för att kvantifiera den mängd ved som åtgick vid tillmakning. Storleken på ett stavrum har kunnat variera något, men var från 1620 vid Falu koppargruva i allmänhet 3 x 3 x 1 alnar.